# ダイワハウス・ロジスティクス・トラスト
ダイワハウス・ロジスティクス・トラスト（英：Daiwa House Logistics Trust、略：DHLT）は、大和ハウス工業がスポンサーを務める、シンガポール証券取引所（SGX）上場のREIT（不動産投資信託）である（S-REIT）。

## 概要
大和ハウス工業がスポンサーとなり組成され、2021年（令和3年）11月26日にシンガポール証券取引所に上場した。日本企業を単独スポンサーとする初のS-REITである。
大和ハウス工業100%子会社のダイワハウス・アセットマネジメント・アジア（Daiwa House Asset Management Asia Pte. Ltd.）が資産運用会社である。既存のREITやファンドがカバーできない日本の借地物件や地方物件や、ベトナム、マレーシア、インドネシア、タイ王国といった東南アジアの物流施設等にも投資できる。大和ハウスより、東南アジアの物件は第1位、日本国内物件は大和ハウスリート投資法人、大和ハウスグローバルリート投資法人、及び大和ハウスロジスティクスコアファンドに次ぐ優先交渉権が付与されている。
2021年（令和3年）11月の上場当初の運用資産は、日本の物流施設14物件、取得価格約711億円、鑑定評価額約806億円だった。
2022年（令和4年）12月8日には、3物件（DPL岩国1&2、Dプロジェク松山S、Dプロジェクト入間Sの土地）を追加取得した。
2024年（令和6年）第2四半期に、初の日本国外の物件として、ベトナム・ロンアン省所在の冷蔵倉庫「D Project Tan Duc 2」を取得予定である。

## ストラクチャー
DHLTは、日本の物件を保有するSPC（特定目的会社）のDH-CRUX Japan特定目的会社（ディーエイチクラックスジャパン）に対し出資（租税や法令の関係のため間接出資）することで、日本の物件への投資を行っている。SPCのアセットマネージャーは、大和ハウス工業100%子会社の大和ハウス不動産投資顧問株式会社である。
SPCにおいて、シンジケートローンによる特定借入と、三井住友信託銀行が引き受ける特定社債により、日本円で有担保の資金調達を行っている。

## ポートフォリオ
2022年12月末時点で、16物件、鑑定評価額875億円、いずれも日本国内の物流施設である。
- DPL札幌東雁来 - 北海道、土地所有権
- DPL仙台港 - 東北、土地所有権
- DPL郡山 - 東北、土地所有権
- Dプロジェクト前橋S - 東京圏、土地所有権
- Dプロジェクト久喜S - 東京圏、定期借地権
- Dプロジェクト三郷S - 東京圏、定期借地権
- Dプロジェクト入間S - 東京圏、土地所有権
- DPL川崎夜光 - 東京圏、定期借地権
- Dプロジェクト長野須坂S - 東京圏、土地所有権
- DPL新富士 - 名古屋圏、定期借地権
- Dプロジェクト掛川S - 名古屋圏、土地所有権
- DPL岡山早島 - 名古屋圏、定期借地権
- DPL岡山早島2 - 名古屋圏、普通借地権
- Dプロジェク福岡戸原S - 九州、定期借地権
- DPL岩国1&2 - 中国、土地所有権
- Dプロジェク松山S - 四国、土地所有権